# Yan Pascal Tortelier
Yan Pascal Tortelier (París, 19 de abril de 1947) es un director de orquesta y violinista francés.

## Vida
Tortelier nació en París en 1947. Es hijo del gran violonchelista Paul Tortelier. Inició estudios de piano y violín a los 4 años. A los 14 años ya ganó el primer premio de violín en el Conservatorio de París.

## Carrera
Tortelier fue director principal de la Orquesta del Úlster de 1989 a 1992. Se desempeñó como director principal de la Filarmónica de la BBC en Mánchester de 1992 a 2003 y tiene el título de director emérito de la orquesta. También ha sido Director Principal Invitado de la Orquesta Nacional Juvenil de Gran Bretaña (NYOGB).
Tortelier actuó como director invitado principal de la Orquesta Sinfónica de Pittsburgh de 2005 a 2008. Fue director titular de la Orquestra Sinfônica do Estado de São Paulo (OSESP) de 2009 a 2011, y tuvo el título de director invitado honorario de la OSESP de 2011 a 2013. Tortelier dirigió por primera vez la Orquesta Sinfónica de Islandia (ISO) en 1998. En octubre de 2015, la ISO anunció el nombramiento de Tortelier como director titular, a partir de la temporada 2016-2017, con un contrato de 3 años  pero Tortelier dimitió como director principal de la Orquesta Sinfónica de Islandia en junio de 2019.

## Grabaciones
Las grabaciones de Tortelier incluyen su propia orquestación del Trío de Ravel. Es un artista habitual de grabación para Chandos Records y ha realizado grabaciones comerciales para Chandos con la Filarmónica de la BBC, la Orquesta Sinfónica de la BBC, y la Orquesta Sinfónica de São Paulo. En la grabación de Orphée aux enfers de 1978, dirigida por Michel Plasson, Tortelier toca los solos de violín.